# Гані-Крік (Вісконсин)
Гані-Крік (англ. Honey Creek) — місто (англ. town) в США, в окрузі Сок штату Вісконсин. Населення — 749 осіб (2020).

## Демографія
Згідно з переписом 2010 року, у місті мешкали 733 особи в 287 домогосподарствах у складі 217 родин. Було 312 помешкання
Расовий склад населення:
| - 97,0 % — білих - 0,4 % — чорних або афроамериканців - 0,3 % — азіатів - 1,8 % — осіб інших рас |

До двох чи більше рас належало 0,5 %. Частка іспаномовних становила 4,4 % від усіх жителів.
За віковим діапазоном населення розподілялося таким чином: 20,9 % — особи молодші 18 років, 66,3 % — особи у віці 18—64 років, 12,8 % — особи у віці 65 років та старші. Медіана віку мешканця становила 43,5 року. На 100 осіб жіночої статі у місті припадало 109,4 чоловіків;  на 100 жінок у віці від 18 років та старших — 118,0 чоловіків також старших 18 років.
Середній дохід на одне домашнє господарство  становив 90 254 долари США (медіана — 79 000), а середній дохід на одну сім'ю — 95 822 долари (медіана — 80 972). Медіана доходів становила 46 549 доларів для чоловіків та 39 821 долар для жінок. За межею бідності перебувало 4,4 % осіб, у тому числі 6,1 % дітей у віці до 18 років та 0,0 % осіб у віці 65 років та старших.
Цивільне працевлаштоване населення становило 477 осіб. Основні галузі зайнятості: сільське господарство, лісництво, риболовля — 21,2 %, освіта, охорона здоров'я та соціальна допомога — 17,6 %, роздрібна торгівля — 12,2 %, будівництво — 11,5 %.